# Quadrumvir

Från vänster Benito Mussolini, Cesare Maria De Vecchi och Michele Bianchi vid Marschen mot Rom, 1922.

Quadrumvir (pl. quadrumvirerna) var medlemmarna i den fyrmannajunta som under il duce Benito Mussolinis ledning organiserade den av de italienska fascisterna iscensatta Marschen mot Rom, i oktober 1922. En landsomfattande politisk manifestation som ledde till att Mussolini, av kung Viktor Emanuel III, utsågs till premiärminister trots att fascistpartiet endast hade en minoritet av ledamöterna i deputeradekammaren i parlamentet.
Quadrumvirerna var:
- Michele Bianchi, tidigare syndikalistledare
- Emilio De Bono, tidigare general
- Cesare Maria De Vecchi, ledamot av deputeradekammaren för fascistpartiet
- Italo Balbo, fascistledare från Ferrara

Genom sin roll vid Marschen mot Rom uppnådde de fyra en särställning inom regimen som de skulle behålla ända till Mussolinis fall 1943. Quadrumviererna var de enda, vid sidan av Mussolini själv, som hade personligt designerade platser i Fascismens stora råd när detta skapades som fascistpartiets högsta organ 1923. Från att ha varit ett partiorgan upphöjdes detta från 1928 till att även bli Italiens officiella regeringsorgan, och genom detta fick var och en av de fyra quadrumvirerna en personlig permanent plats i landets regering.
Vid omröstningen i Fascismens stora råd den 25 juli 1943, röstade de bägge i livet kvarvarande quadrumvirerna De Bono och De Vecchi för Mussolinis avsättning. De Vecchi lyckades fly till Sydamerika, men efter Salòrepublikens upprättande arkebuserades  De Bono tillsammans med Mussolinis svärson Galeazzo Ciano den 11 januari 1944 för förräderi.